# Tamest
Tamest är en oas i Algeriet.   Den ligger i provinsen Adrar, i den centrala delen av landet, 1 100 km söder om huvudstaden Alger. Tamest ligger 237 meter över havet. Arean är 6 356 kvadratkilometer.
Terrängen runt Tamest är platt.  Trakten runt Tamest är nära nog obefolkad, med mindre än två invånare per kvadratkilometer. Trakten runt Tamest är ofruktbar med lite eller ingen växtlighet.